# Фогель, Джулиус
Сэр Джулиус Фогель (англ. Julius Vogel; 24 февраля 1835 — 12 марта 1899) — 8-й премьер-министр Новой Зеландии (1873—1875, 1876); кавалер ордена Святого Михаила и Святого Георгия. Его правительство запомнилось выпуском облигаций для привлечения средств на строительство железных дорог и другие общественные работы. До сего времени он остаётся единственным иудеем на посту премьера Новой Зеландии (хотя двое других, в том числе в XXI веке Джон Ки, имеют еврейское происхождение).

## Ранние годы
Родился в Лондоне и получил образование в школе при университетском колледже Хемпстеда в Лондоне. Затем изучал химию и металлургию в Королевской горной школе (англ. Royal School of Mines; ныне входит в состав Имперского колледжа в Лондоне). В 1852 году эмигрировал в Викторию, Австралия, а затем переехал в Отаго, Новая Зеландия в 1861 году, где он стал журналистом газеты Otago Witness. Позднее стал основателем и первым редактором газеты Otago Daily Times.

## Политическая карьера
Фогель начал политическую карьеру в 1862 году, когда его избрали в совет провинции Отаго, спустя четыре года он возглавил правительство этой провинции и занимал этот пост до 1869 года.

### Член парламента
В 1863 году был избран в палату представителей Новой Зеландии (депутат в 1863—1876 и 1884—1889), и после отставки из правительства провинции Отаго в 1869 году вошёл в центральное правительство во главе с Уильямом Фоксом, в котором занял пост казначея колонии. После этого последовательно занимал посты главы почтового ведомства, таможенного комиссара, и управляющего телеграфами. Правительство Фокса было вынуждено уйти в отставку, но затем Фогель добился вынесения вотума недоверия следующему правительству и в октябре 1872 года вернулся к власти в качестве спикера нижней палаты, казначея колонии и главы почтового ведомства. В парламенте он представлял несколько округов из разных регионов страны.

## Премьер-министр Новой Зеландии
Занимал пост премьер-министра в 1873—1875 и в 1876 годах. Более всего он запомнился «Великими общественными работами» 1870-х годов. До 1870 года Новая Зеландия была страной с преобладающими местными интересам и популистской политикой «казённого пирога». Фогель на посту казначея добился получения крупного займа размером 10 млн фунтов, который был использован для создания в Новой Зеландии замечательной инфраструктуры путей сообщения, железных дорог и коммуникаций, полностью находившихся под контролем центрального правительства. В итоге это привело к упразднению провинциальных администраций в 1876 году.
В 1876—1881 годах был генеральным агентом Новой Зеландии в Лондоне, а в 1884 году снова членом правительства колонии. В течение своей политической карьеры Фогель боролся за примирение с маори, и его усилия в целом признаны успешными. В 1887 году внёс первый законопроект о женском избирательном праве в парламент, хотя закон и не был принят до 1893 года. В 1875 году ему было пожаловано рыцарское звание. Окончательно оставил государственные посты в колонии в 1887 году и с этого времени жил в Англии.
Фогель примечателен, как один из немногих премьеров иудейского вероисповедания за пределами Израиля. После Фогеля правительство Новой Зеландии возглавляли два новозеландца еврейского происхождения: Фрэнсис Белл, англиканин, который недолго был премьером в мае 1925 года, и Джон Ки, занимавший этот пост в 2008—2016 и не принадлежащий к какой-либо конфессии. Современником Фогеля был премьер-министр Бенджамин Дизраэли, который хотя и был евреем, но принадлежал к англиканской церкви.

## Жизнь после политики
Фогель считается автором первого научно-фантастического произведения в Новой Зеландии романа 2000 год — судьба женщины (англ. Anno Domini 2000 — A Woman’s Destiny), опубликованного в 1889 году. В нём описывается утопический мир, в котором женщины занимают многие руководящие посты, и действительно, Новая Зеландия стала первым государством предоставившим женщинам избирательное право, в 1997—2008 годах пост премьер-министра Новой Зеландии занимали женщины, а в 2005—2006 годах все три высших поста (королева, генерал-губернатор, премьер-министр, спикер парламента и верховный судья) одновременно занимали женщины.
В честь этой книги в Новой Зеландии была учреждена премия имени сэра Джулиуса Фогеля в области научной фантастики.
После смерти в 1899 году он был погребён на еврейском кладбище Уиллсден в Лондоне.

## Увековечивание памяти
Сегодня его имя носят несколько объектов. Это пригороды Веллингтона и Нью-Плимута названные «Фогельтаун». В течение большей части XX века официальной резиденцией премьер-министров Новой Зеландии был Фогель-Хаус. В Веллингтоне для министерства труда было построено задание корпус Фогеля, сейчас в нём размещается министерство юстиции. Новозеландская фирма Quality Bakers выпустила «Хлеб Фогеля», с портретом Фогеля на упаковке.